# Courson-Monteloup
Courson-Monteloup ist eine französische Gemeinde mit 570 Einwohnern (Stand: 1. Januar 2022) im Département Essonne in der Region Île-de-France. Sie gehört zum Arrondissement Palaiseau und zum Kanton Dourdan.
Die Einwohner werden Montelupins genannt.

## Geographie
Courson-Monteloup liegt rund 32 Kilometer südsüdwestlich von Paris und gehört zum Regionalen Naturpark Haute Vallée de Chevreuse.

### Nachbargemeinden
Umgeben wird Courson-Monteloup von den Nachbargemeinden Briis-sous-Forges im Norden, Fontenay-lès-Briis im Osten, Saint-Maurice-Montcouronne im Süden sowie Vaugrigneuse im Westen.

## Bevölkerungsentwicklung
| Jahr      | 1962 | 1968 | 1975 | 1982 | 1990 | 1999 | 2006 | 2019 |
| Einwohner | 145  | 146  | 209  | 302  | 461  | 586  | 583  | 577  |

## Sehenswürdigkeiten

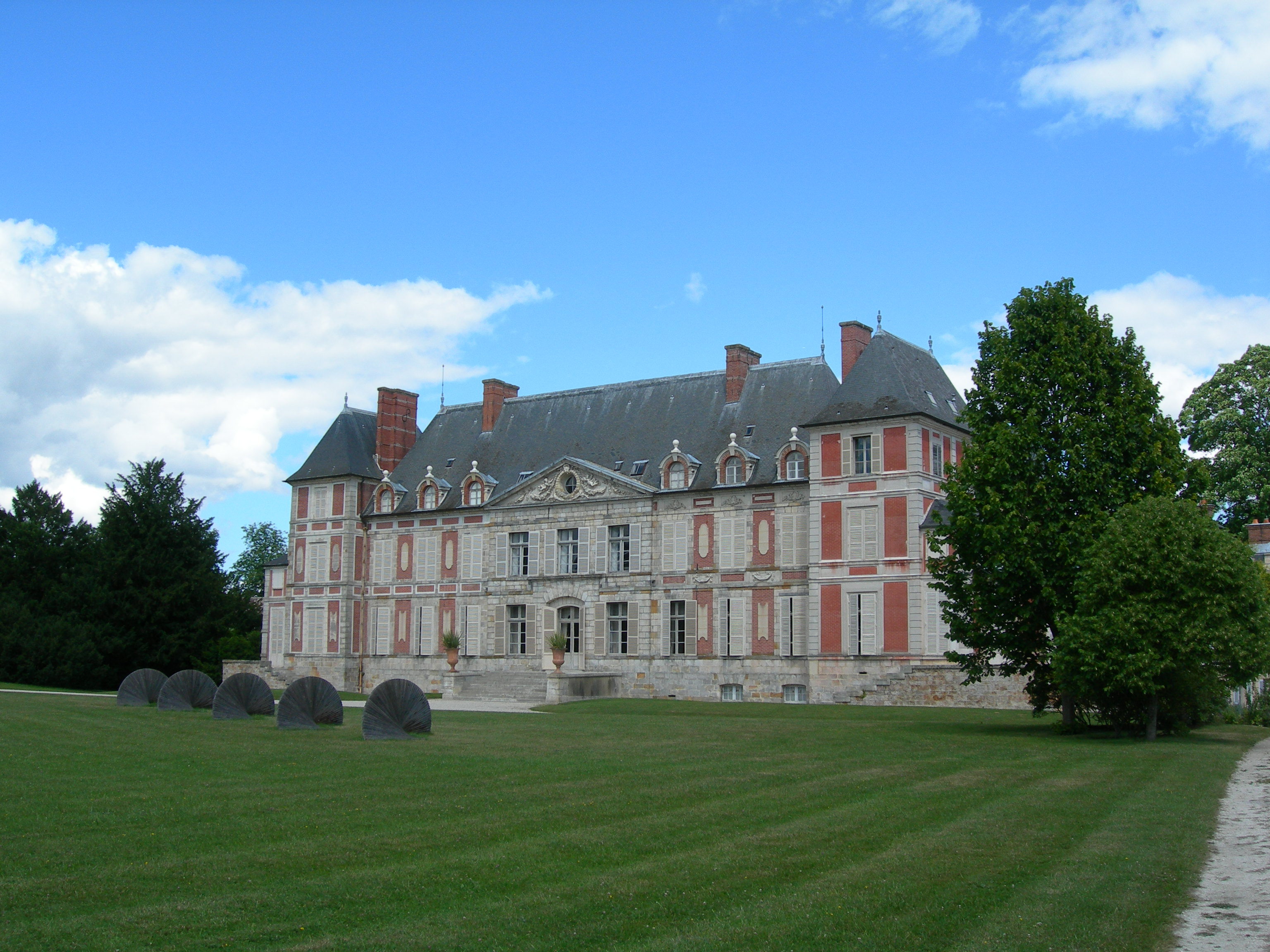
Schloss Courson

- Kirche Saint-Claude
- Schloss CoursonSchloss Courson